# Werenfried van Straaten

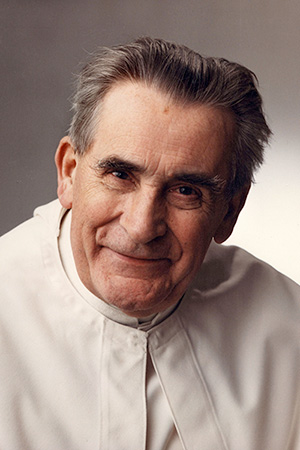
Padre Werenfried van Straaten

Padre Werenfried (Philipp) van Straaten O.Praem. (Mijdrecht, 13 de janeiro de 1913 – Bad Soden, 31 de janeiro de 2003) foi um padre católico dos Países Baixos conhecido como "Padre Toucinho". Tornou-se conhecido pelo seu trabalho humanitário, particularmente como fundador da Associação Internacional Católica Ajuda à Igreja que Sofre. A princípio, ele pretendia tornar-se um professor e inscreveu-se à Universidade de Utrecht, em 1932. Por volta de 1934 entrou para a abadia da Ordem de Nobertina (usando, a partir de então, o nome Werenfried, em honra ao santo alemão), onde ele tornou-se secretário do abade, após uma crise de tuberculose que o deixou muito fraco para o trabalho de missionário.
Ele chamou a atenção pública pela primeira vez no natal de 1947, quando ele escreveu o artigo Sem lugar na estalagem, no qual ele apela a todos os fiéis para ajudar os catorze milhões de alemães desalojados no final da Segunda Guerra Mundial, dos quais seis milhões eram católicos romanos. Esses refugiados e desabrigados passaram a viver em acampamentos primitivos, geralmente antigos campos de concentração nazista ou de prisioneiros de guerra dos Aliados situados nas zonas de ocupação da Alemanha Ocidental e – em uma minoria – na Holanda e Bélgica, e sofriam de desnutrição e falta de cuidados médicos.
A resposta ao artigo de Van Straaten foi inesperadamente generosa, provando que a caridade continuou a existir, enquanto o ódio ia diminuindo com relação a antigos inimigos.
Ele ganhou o seu apelido, “Padre Toucinho” (neerlandês: Spekpater) por causa dos seus apelos aos fazendeiros flamengos por contribuições de comida para os refugiados alemães, apelos com os quais conseguir que fosse doada uma enorme quantia de carne.
Este trabalho inicial levou à formação da Ajuda a Igreja que Sofre (Kirche in Not), sediada em Königstein, Alemanha. A partir de 1950 ele tornou-se ativo no trabalho humanitário católico pelo mundo, através de apelos nas igrejas, discursos públicos, e seu folheto informativo, O Espelho, o qual ele começou a publicar em 1953. Ele também escreveu alguns livros (‘’“Eles me chamam de Padre Toucinho”’’, 1960).
Anos mais tarde ele foi manifestou-se energicamente falando abertamente contra o aborto na Europa Ocidental e nos Estados Unidos da América.
Werenfried morreu em 31 de janeiro de 2003, em Bad Soden, Alemanha, aos 90 anos de idade.